# Stiven Sánchez
Stiven Sánchez Peña (Medellín, Antioquia; 10 de agosto de 1994) es un entrenador de fútbol colombiano. Actualmente es el director técnico de Orsomarso de la Segunda División de Colombia.

## Trayectoria
Sánchez inició en la dirección técnica bastante joven, apenas a los 18 años, tras haber jugado en Envigado F. C. y en el mismo Arco Zaragoza. Su primera experiencia la tuvo precisamente en el club de su padre en el año 2012. Fue campeón del PonyFútbol en 2016, tiene varios títulos de la Liga Antioqueña de Fútbol, y fue campeón nacional interclubes de Difútbol en las categorías sub-15 y sub-17 en 2019, año en que fue galardonado como el mejor director técnico del fútbol aficionado en el país.
En 2020, la agencia ColombiaGol lo trajo para ser técnico del equipo sub-20 de Real Cartagena, y uno de los asistentes de Nilton Bernal. Dirigió el inicio de la pretemporada 2021-II antes del arribo de Jairo Patiño, y luego fue junto a Kelvin Niño, su asistente técnico. En Belén La Nubia-Arco Zaragoza había dirigido a varios jugadores que ahora están en Real Cartagena, como Kalazán Suárez y Sebastián Girado.
Ese año fue nombrado por la Liga de Fútbol de Bolívar como director técnico de la Selección Bolívar prejuvenil, con la cual quedó entre los cuatro mejores del país en el campeonato nacional sub-15 de la Difútbol.
En 2021 reemplaza a Jairo Patiño en el banco de entrenador del Real Cartagena categoría mayor, logrando así su primera experiencia dirigiendo en el futbol profesional colombiano en la Primera B profesional.

## Clubes

### Como formador
| Club                   | País     | Año         |
| ---------------------- | -------- | ----------- |
| Arco Zaragoza          | Colombia | 2012 - 2019 |
| Real Cartagena         | Colombia | 2020 - 2021 |
| Independiente Medellín | Colombia | 2023        |

### Como asistente
| Club           | País     | Año         | Asistente de  |
| -------------- | -------- | ----------- | ------------- |
| Real Cartagena | Colombia | 2020 - 2021 | Nilton Bernal |

### Como entrenador
| País     | Club           | Periodo                  | Periodo           |
| País     | Club           | Desde                    | Hasta             |
| -------- | -------------- | ------------------------ | ----------------- |
| Colombia | Real Cartagena | 22 de septiembre de 2021 | 9 de mayo de 2022 |
| Colombia | Orsomarso SC   | 2 de julio de 2023       | Presente          |

## Estadísticas como entrenador
Actualizado al 10 de junio de 2024.
| Real Cartagena · Colombia | 2ª    | 2021  | 12 | 3  | 5 | 4  | - | - | - | - | - | - | - | - | 12 | 3  | 5  | 4  | 38.89% | 15 | 23 | -8 |
| Real Cartagena · Colombia | 2ª    | 2022  | 14 | 7  | 4 | 3  | 2 | 0 | 1 | 1 | - | - | - | - | 16 | 7  | 5  | 4  | 54.17% | 19 | 17 | +2 |
| Real Cartagena · Colombia | Total | Total | 26 | 10 | 9 | 7  | 2 | 0 | 1 | 1 | 0 | 0 | 0 | 0 | 28 | 10 | 10 | 8  | 47.61% | 34 | 40 | -6 |
| Orsomarso SC · Colombia   | 2ª    | 2023  | 16 | 4  | 3 | 9  | - | - | - | - | - | - | - | - | 16 | 4  | 3  | 9  | 31.25% | 11 | 20 | -9 |
| Orsomarso SC · Colombia   | 2ª    | 2024  | 22 | 11 | 5 | 6  | 2 | 0 | 1 | 1 | - | - | - | - | 24 | 11 | 6  | 7  | 54.16% | 30 | 23 | +7 |
| Orsomarso SC · Colombia   | Total | Total | 38 | 15 | 8 | 15 | 2 | 0 | 1 | 1 | 0 | 0 | 0 | 0 | 40 | 15 | 9  | 16 | 45%    | 41 | 43 | -2 |
| 1. 2.                     |       |       |    |    |   |    |   |   |   |   |   |   |   |   |    |    |    |    |        |    |    |    |

## Legado deportivo
Steven, es hijo del también entrenador y exfutbolista Juan Carlos Sánchez Cuartas quien como jugador militó en el Cúcuta Deportivo y Envigado FC. Luego, en el año 2000 fundó el Club Belén La Nubia Arco Zaragoza.  Como DT dirigió al Envigado FC entre el Torneo Finalización 2013 y el Torneo Apertura 2016.